# Гутты (деревня)
Гутты — деревня в Лихославльском районе Тверской области.

## География
Находится в центральной части Тверской области на расстоянии приблизительно 18 км на север-северо-запад по прямой от районного центра города Лихославль.

## История
Деревня была отмечена ещё на карте Менде, состояние местности на которой соответствует 1848 году. В 1859 году здесь (тогда деревня Гутто Новоторжского уезда) было учтено 12 дворов. До 2021 входила в Сосновицкое сельское поселение Лихославльского района до его упразднения.

## Население
Численность населения: 90 человек (1859 год), 34 (русские 56 %, карелы 32 %) в 2002 году, 27 в 2010.